# NGC 666
NGC 666 је спирална галаксија у сазвежђу Троугао која се налази на NGC листи објеката дубоког неба.
Деклинација објекта је + 34° 22' 29" а ректасцензија 1h 46m 6,0s. Привидна величина (магнитуда) објекта NGC 666 износи 13,3 а фотографска магнитуда 14,2. NGC 666 је још познат и под ознакама UGC 1236, MCG 6-5-2, CGCG 521-79, ARAK 56, 6ZW 26, PGC 6483.